# Sklabinský Podzámok
Sklabinský Podzámok (bis 1927 slowakisch „Podzámok“; ungarisch Szklabinyaváralja) ist eine Gemeinde im Norden der Slowakei mit 180 Einwohnern (Stand 31. Dezember 2024), die zum Okres Martin, einem Teil des Žilinský kraj, gehört und zur traditionellen Landschaft Turz gezählt wird.

## Geographie

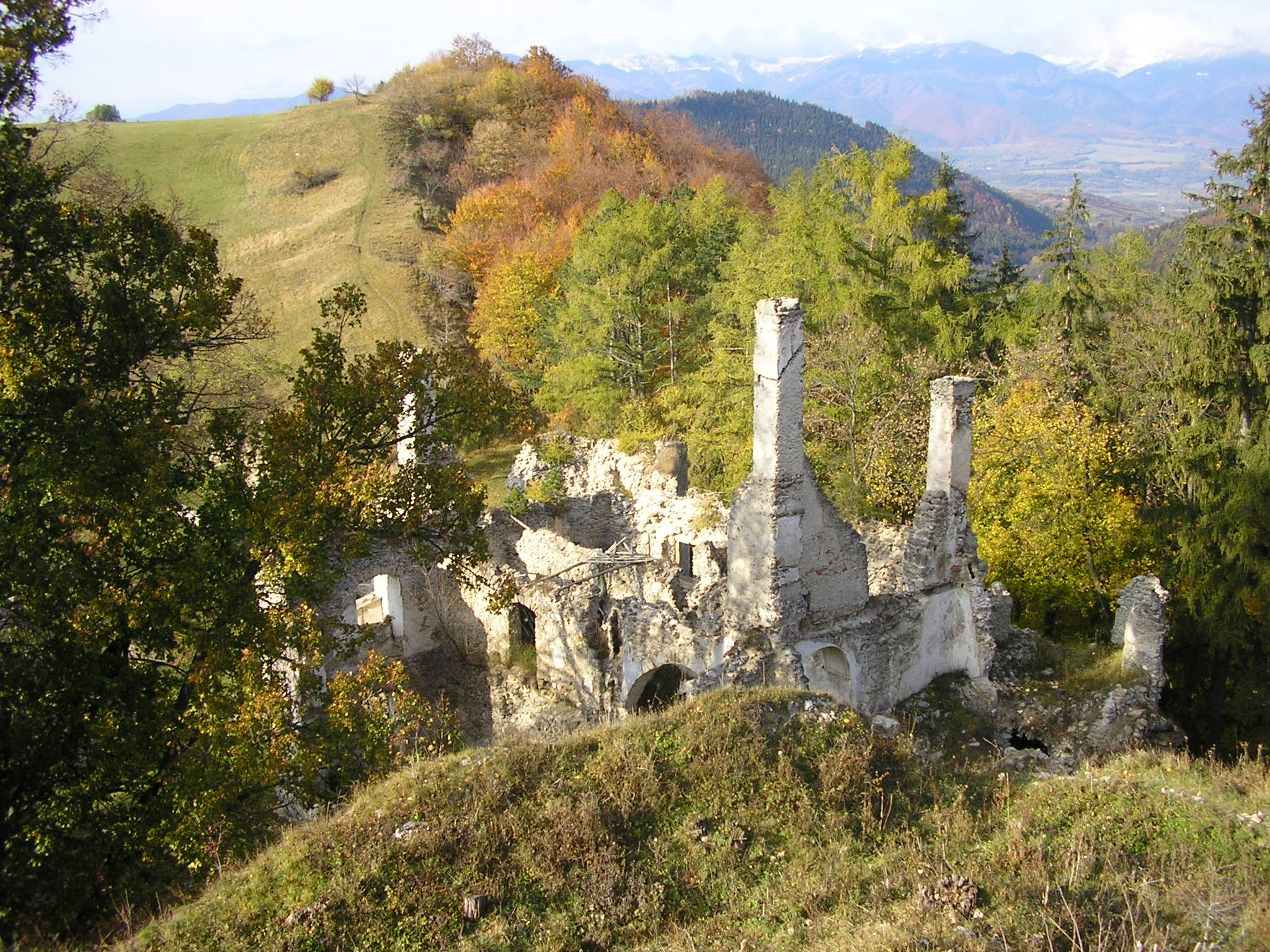
Ruinen der Burg Sklabiňa

Die Gemeinde befindet sich am westlichen Fuße der Großen Fatra im Tal des Baches Kantorský potok im Einzugsgebiet der Waag. Das Ortszentrum liegt auf einer Höhe von 508 m n.m. und ist 10 Kilometer von Martin entfernt.
Nachbargemeinden sind Turčianska Štiavnička im Norden, Podhradie im Nordosten, Ľubochňa im Osten, Turčianske Jaseno im Südosten, Sklabiňa im Süden, Diaková im Westen und Sučany im Nordwesten.

## Geschichte
Auf dem Gemeindegebiet von Sklabinský Podzámok gibt es Funde aus der Bronzezeit und frühen Hallstattzeit, dazu gab es eine Grabstätte der Lausitzer Kultur sowie eine Siedlung der Puchauer Kultur. Der Ort wurde zum ersten Mal 1258 als Sklabonya schriftlich erwähnt, weitere historische Namen sind unter anderen allodium sub arce Sklabinya (1678), Podzamek (1773) sowie Sklabina Wárallya (1786). Die Geschichte des Ortes ist eng mit jener der Burg Sklabiňa verbunden, die von 1320 bis zum letzten Drittel des 18. Jahrhunderts Sitz der Gespanschaft Turz war. Das aus einem Meierhof entstandene Dorf wurde erst 1678 erwähnt. 1785 hatte die Ortschaft 31 Häuser und 241 Einwohner, die im 19. Jahrhundert als Gerber, Ölpresser und Waldarbeiter beschäftigt waren.
Bis 1918 gehörte der im Komitat Turz liegende Ort zum Königreich Ungarn, kam danach zur Tschechoslowakei beziehungsweise heute Slowakei. Bis 1920 gab es je eine Brauerei und Säge im Ort. Im Jahr 1944 bestand im Tal Kantorská dolina ein Partisanenlager. Am 30. September 1944 wurde Sklabinský Podzámok nach einem Gefecht zwischen Partisanen und NS-deutschen Einheiten in Brand gesetzt, wurde nach dem Zweiten Weltkrieg aber wiederaufgebaut.

## Bevölkerung
| Jahr                | 1994 | 2004     | 2014    | 2024    |
| ------------------- | ---- | -------- | ------- | ------- |
| Anzahl der Personen | 160  | 178      | 190     | 180     |
| Unterschied         |      | +11,25 % | +6,74 % | −5,26 % |

| Jahr                | 2023 | 2024    |
| ------------------- | ---- | ------- |
| Anzahl der Personen | 184  | 180     |
| Unterschied         |      | −2,17 % |

Nach der Volkszählung 2011 wohnten in Sklabinský Podzámok 195 Einwohner, davon 190 Slowaken und zwei Tscheche. Drei Einwohner machten keine Angabe zur Ethnie.
75 Einwohner bekannten sich zur römisch-katholischen Kirche und 68 Einwohner zur Evangelischen Kirche A. B. 26 Einwohner waren konfessionslos und bei 26 Einwohnern wurde die Konfession nicht ermittelt.

## Bauwerke und Denkmäler
- Ruinen der Burg Sklabiňa
- Reste eines Landschlosses nahe der Burg
- SNP-Denkmal im Tal Kantorská dolina

## Verkehr
Es bestehen lokale Straßenverbindungen nach Martin über Sklabiňa und Sučany über Turčianska Štiavnička.